# インスタントカメラ

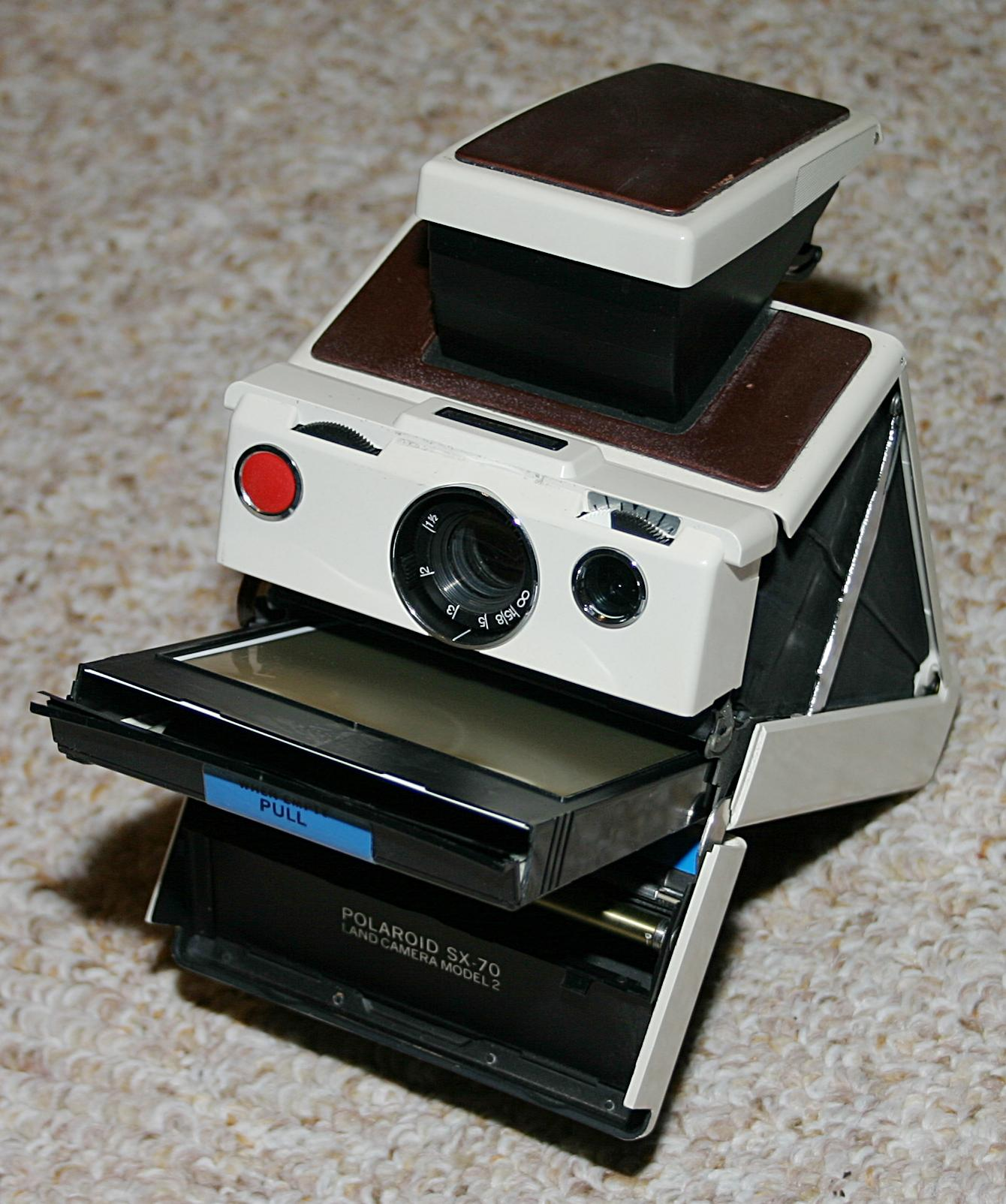
インスタントカメラ（画像はポラロイド社SX-70）

インスタントカメラ（英: instant camera）は、撮影直後に自動的に現像を行う写真フィルムを使ったカメラ。撮ったその場で写真を見ることができるという最大のメリットがある。
原理を開発、実用化したポラロイドの名前をとって、「ポラロイドカメラ」または単に「ポラロイド」「ポラ」と俗に呼ばれることが多い。また、ポラロイド以外もインスタントカメラを出しており、日本では富士フイルムが発売している（「フォトラマ」「インスタックス（チェキ）」等）。カメラ以外でも、同方式を利用した製品も多い（富士フイルム 「NP-1」「Pivi」等）。特に自動現像型フィルムの技術はカメラの枠を超えて、証明写真やプリクラ等のさまざまな製品に応用されている。
2000年代以降はデジタルカメラの普及に伴い、インスタントカメラも含めた写真フィルム関連の製品需要は激減している。ただし、富士フイルムのチェキについては、小サイズの写真フォーマットによるカメラ撮影の手軽さ等から、一時は減っていた需要が海外を中心に盛り返した。2010年代半ば以降は、スマートフォンのカメラ機能が高性能化したことによるコンパクトデジタルカメラの販売が減少する中、チェキのカメラ・フィルムの販売は増加を続け、富士フイルムの経営の柱のひとつにまでなっている。

## 歴史

### 先史時代、デュブロニ
フランス人のジュール・ブルダン（Jules Bourdin）が1864年に暗室が一体となったカメラで特許番号3175を取得した。カメラ上部にスポイトのゴム球が出ており、写真湿板を装填して薬品を注入して原板を作り、廃液して撮影後現像液を注入し湿板写真のネガを作ってしまう方法である。カメラから取り出した時には写真ができあがっているために当時の人々にとっては非常な驚きであったと推測され、これがインスタントカメラの元祖と言える。カメラの名称はデュブロニまたはダブロニ（Dubroni）で、これは考案者の姓のアナグラムである。

### ポラロイドによる独占
1947年、エドウィン・ハーバード・ランドがアメリカ光学学会で1分間写真プロセスを発表、1948年11月にマサチューセッツ州ボストンで最初のインスタントカメラ、ポラロイドランド95を発売した。
最初は色調がセピアであったが1950年からは通常の白黒写真となり、1960年にはISO3000の高感度フィルムが発売された。カラーパックも1960年に発表されたが、手間取ったのか最初にカラーパックを使用するカメラは1963年発売のポラロイド・オートマチック100となり、これは世界で最初に電子シャッターを装備したカメラでもある。
長い間、堅実ながら超近代的写真プロセスにはそぐわない大判サイズの蛇腹引き出し式フォールディングカメラという形態を取ったが、撮影1分後には写真を見られることが重要なのであって、形態はあまり問題にされなかった。国土の広いアメリカ合衆国では現像処理をしてくれる業者を探すのが大変で、人々の新し物好きにも助けられて急速に普及し、1956年12月31日には100万台目のポラロイドカメラがニュージャージー州サウスオレンジのカメラ店で販売されたという記録がある。
全世界に輸出され、増大する一方の需要に対応するために各国で子会社を設立し、日本ではヤシカが製造契約を結び、1960年からポラロイド120、ポラロイド160の製造を開始し日本で販売されるとともに輸出もされた。
1972年には折りたたみ式一眼レフカメラ、SX-70を発売した。このモデルは公害問題が浮上した頃でもあり捨てる部分の多い旧方式ではなく、装填も簡易なシートフィルム方式になっていた。1978年にはさらにオートフォーカスに改良されたSX-70ソナーを発売している。

### 各社参入
インスタント写真はポラロイドが非常に堅固な特許で守っていたため、写真界の巨人と言われ参入を窺っていると噂になっていたコダックを含め長年他社が参入できなかった。そのコダックが1976年にようやくコダックインスタントEK4とコダックインスタントEK6を発売して参入、ポラロイドの33年に渡った独占は崩れた。
その後、ポラロイドはコダックを特許侵害で提訴してマサチューセッツ裁判所（U.S.District Court of Massachusetts）が1976年4月26日に言い渡した判決において、ポラロイド社の有する12件の特許権をコダックが侵害している旨の当事者系特許権侵害訴訟に勝訴した。
その後1985年10月11日、75日にわたる侵害訴訟上告審で、7件のポラロイド社の特許権をコダックが侵害している旨の言渡がなされ、約6億ドルの侵害額の損害賠償請求とコダック製品・プラントの差止め等が認められた。
1981年10月に富士フイルムがフォトラマで参入した。
すでにポラロイドのインスタントカメラに関する基本特許が切れている。

## カメラ・フィルムの種類
ピールアパート方式
カメラの中にネガティブフィルムのロールとポジティブ印画紙のロールが入っており、シャッターを切るとネガティブに撮影される。ボディー横のロールを引き出すとネガティブロールとポジティブロールが重なり、2本のローラーの間を通過する時にポジティブ側にある薬品袋から現像剤が流れ出して画面全体に拡散される。引き出された1画面分のロールを切り離してしばらく放置し、1分間経過したところでロール上面側の紙を剥がすと写真ができている。最初に開発された形式である。高画質な画像が得られるためプロによるテスト撮影用や証明写真用に使われることが多い。
シートフィルム方式
紙を剥離することなく自然に画像が表れる形式。ピールアパート方式と違い扱いやすいことから、一般向けとして使われている。カメラからフィルムが排出される際、薬剤を閉じ込めた部分がスリットを通る時に押しつぶされてフィルム内膜に行き渡り、現像が開始する仕組みになっている。
35mmリバーサルフィルムタイプ
撮影してすぐに透過原稿にすることが可能なフィルムを使用。専用の現像機が必要だが、通常のリバーサルフィルムよりも早く現像できる。短時間でカラースライドが作成できることから学術発表などに用いられていたが、プロジェクタとプレゼンテーションソフトウェアの普及により廃れた。
感熱紙タイプ
POSレジスター等で使用する汎用の感熱ロールペーパーにモノクロ画像で印刷する方式。2020年にケンコー・トキナーから「KC-TY01」が発売されている。いわゆるトイカメラのカテゴリーに相当する機材だが、撮影コストが格安で韓国では「レシート写真機」として人気となり、2025年にはセガ フェイブから「PRINT CAMERA プリカ」が発売されている。

## トピック
- 1950年（昭和25年）4月1日、昭和天皇が京都大宮御所に行幸中のポラロイドカメラを試したとする記録が残る[8]。